# 努特尔恩
努特尔恩是德国石勒苏益格－荷尔斯泰因州的一个市镇。总面积6.97平方公里，总人口265人，其中男性129人，女性136人（2011年12月31日），人口密度38人/平方公里。